# Szuperföld
A szuperföld az exobolygók egy feltételezett kategóriája, melynek tömege nagyobb Földünkénél, de könnyebb, mint a Naprendszer legkisebb óriásbolygói (ezek tömege körülbelül 15 földtömeg), emellett csillaguktól elég sugárzást kapnak, hogy a légkörük gáztartalmának nagy része belátható idő alatt el tudjon párologni, így ne váljanak gázóriásokká. A feltételezések szerint az ilyen bolygók felépítése a Földéhez többé-kevésbé hasonló.
Az egyik első felfedezett exobolygó, a PSR B1257+12 pulzár 1991-ben megtalált bolygója is ebbe a kategóriába esik. A 2015-ben felfedezett Kepler-452b is szuperföld.